# Idole cycladique

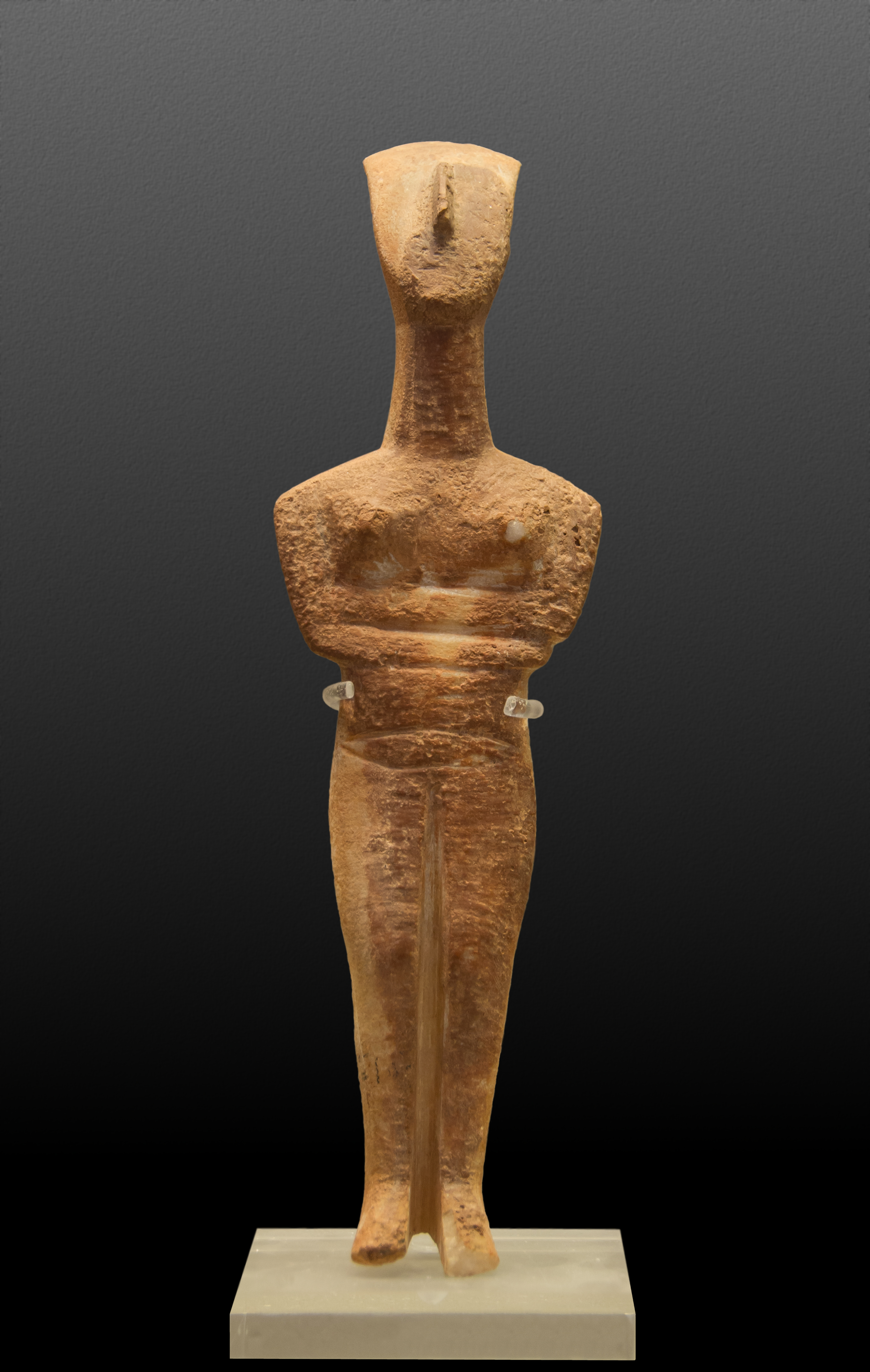
Idole cycladique, musée national archéologique d'Athènes.

Une idole cycladique est une statuette en marbre, caractéristique de la civilisation des Cyclades, qui s'est développée dans un réseau de petites agglomérations situées sur plusieurs îles égéennes.
Elles sont apparues vers 3000 av. J.-C. sur l'île de Kéros. Les statuettes représentant dans une majorité de cas des femmes, parfois enceintes, elle pourraient être liées à un culte de la fertilité. Elles étaient placées dans les tombes auprès des défunts des deux sexes, mais pas des enfants.
Leur signification culturelle restant mystérieuse, le terme d'« idole » ne signifie pas qu'elles étaient forcément l'objet d'un culte, mais doit être compris dans le sens plus restreint d'« image » (eidolon).

## Types et variétés

### Cycladique ancien I (culture de Grotta-Pelos)
- a) Figurines schématiques, notamment en forme de violon ;
- b) Type de Plastiras, d'après le cimetière du même nom sur Paros ;

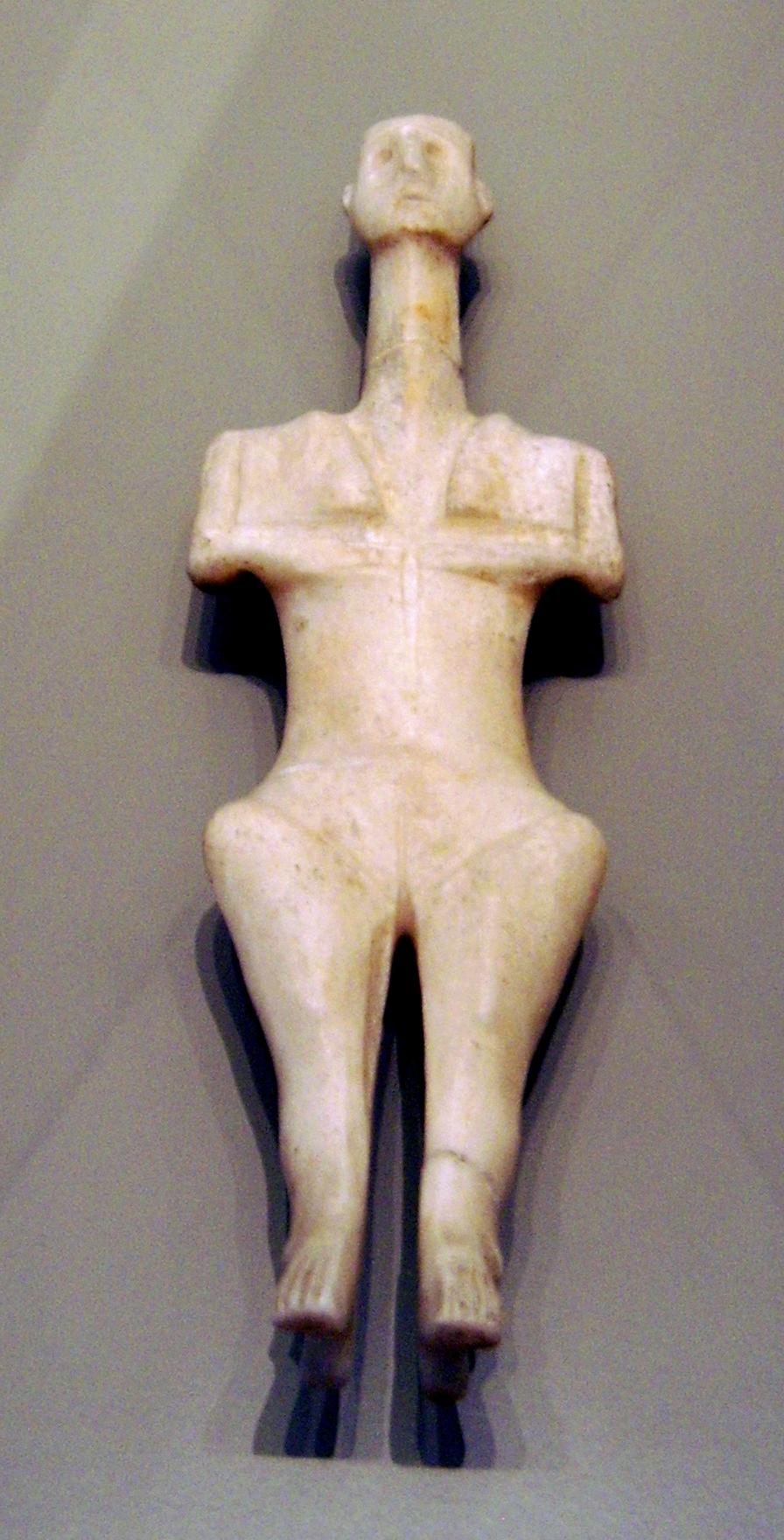

- c) Type de Louros.

### Cycladique ancien II (culture de Keros-Syros)
Le type le plus caractéristique est la statue debout, la tête un peu inclinée en arrière et les bras croisés. Différentes variétés de ce type « aux bras croisés » peuvent être distinguées (nommées d'après les cimetières d'Amorgos, Naxos et Syros dans lesquels les statues ont été découvertes en premier) :
- a) Variété de Kapsala (Amorgos) ;
- b) Variété de Spedos (Naxos) : il s'agit de la variété la plus courante du type « aux bras croisés »[4].
- c) Variété de Dokathismata (Amorgos) ;
- d) Variété de Chalandrianí (Syros).

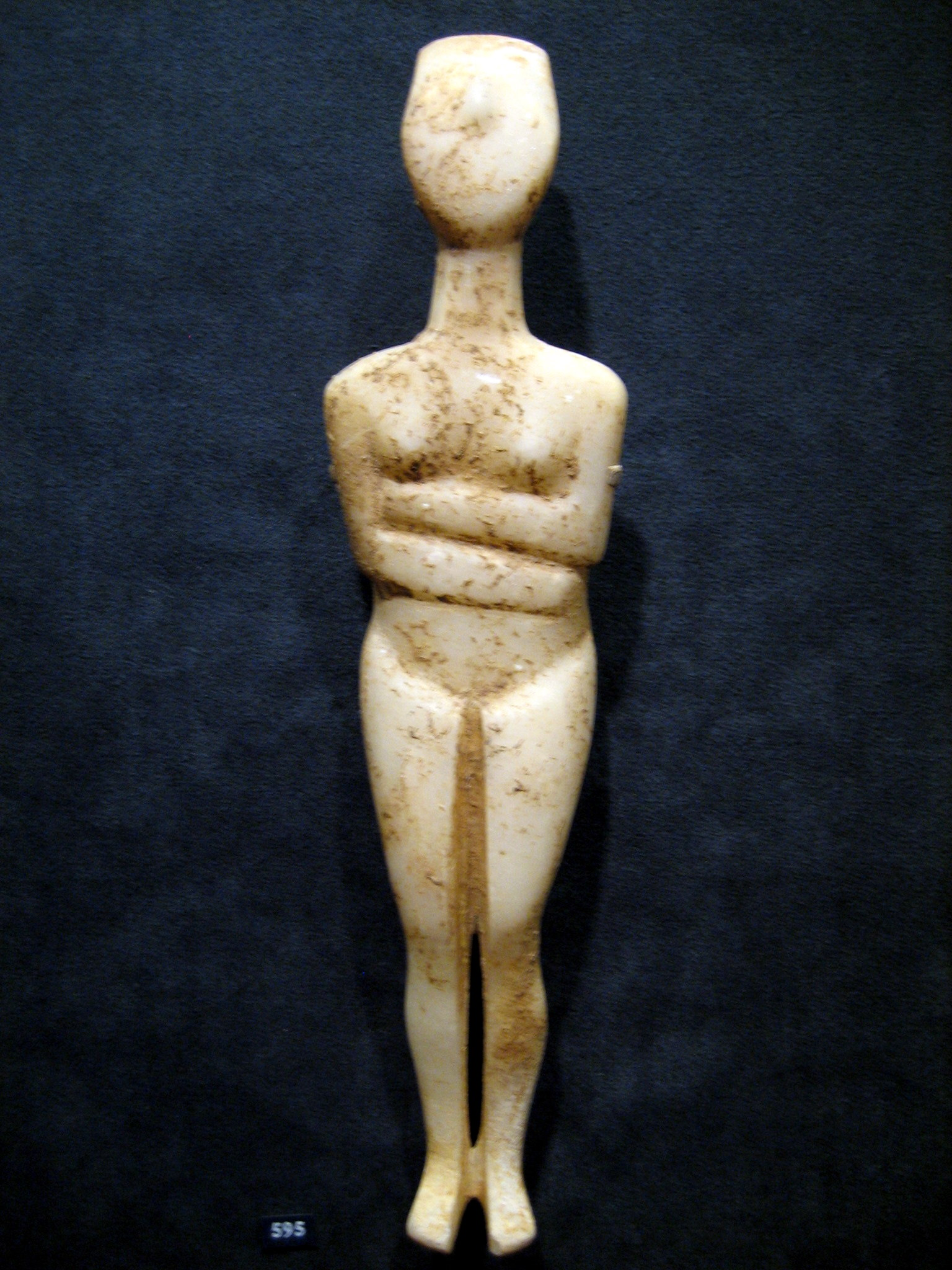
Type de Kapsala
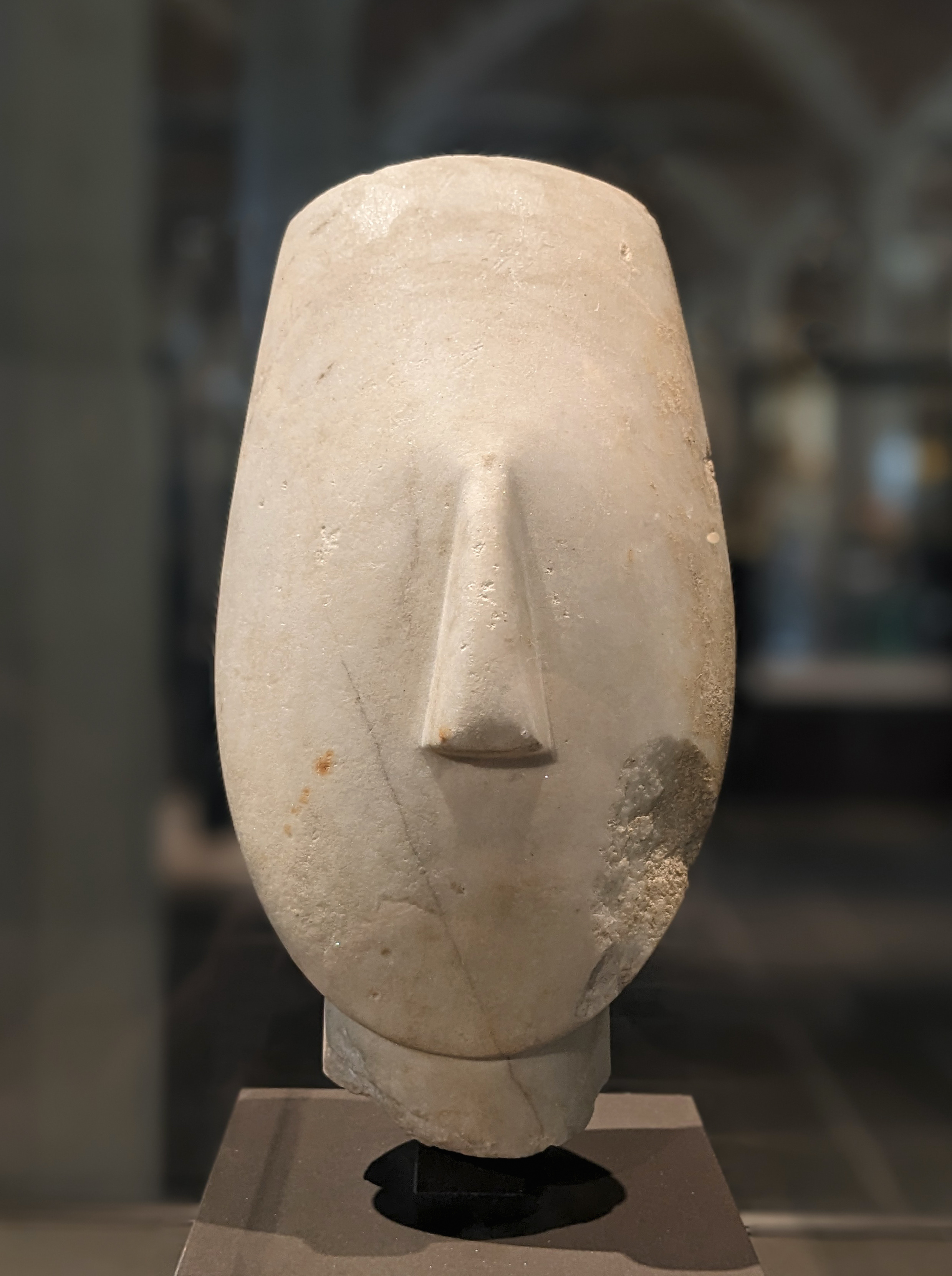
Type de Spédos, Cycladique Ancien II (2700–2300 av. J.-C.), culture de Kéros
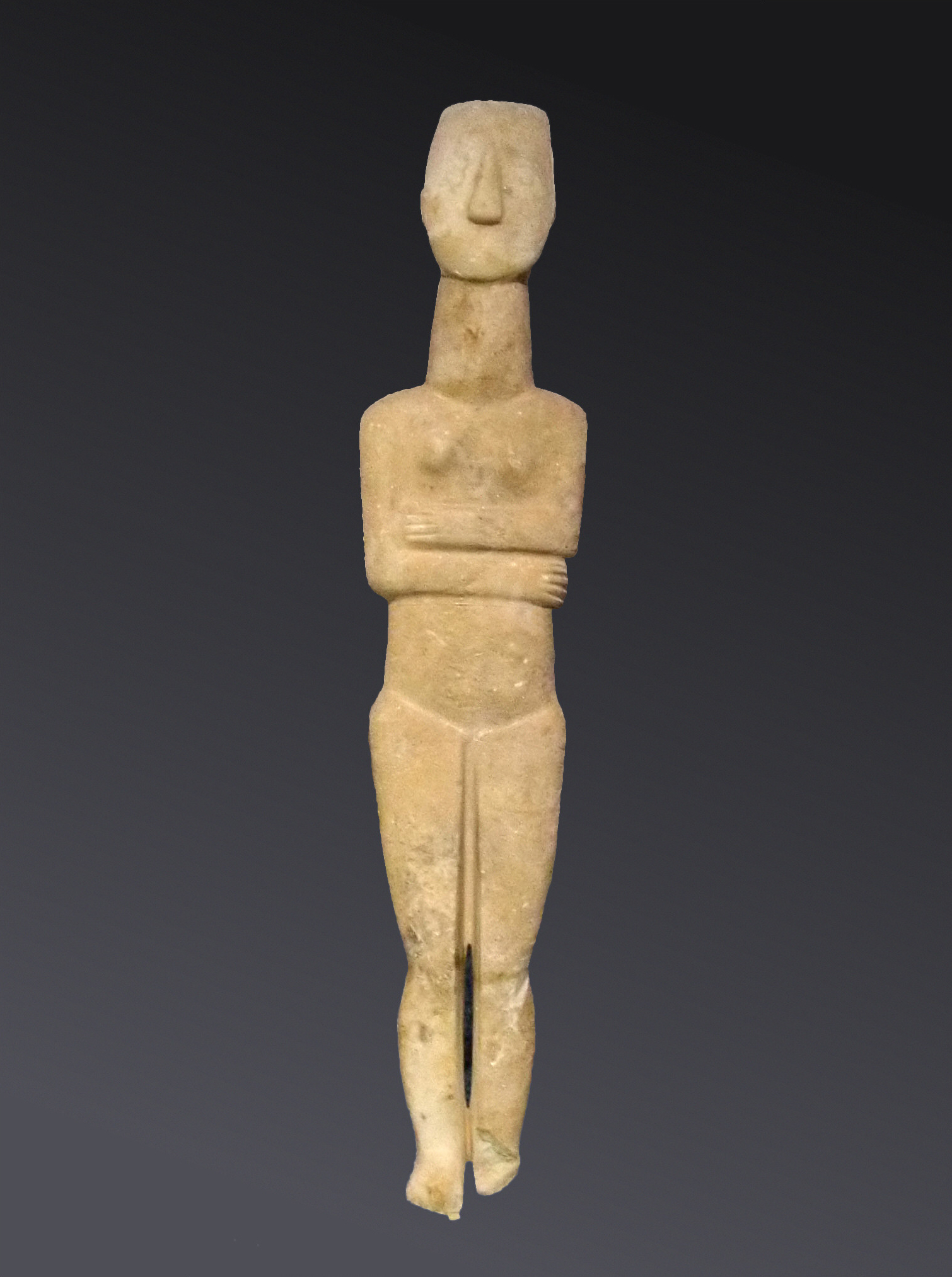
Type de Spedos, cycladique ancien. Idole cycladique, Musée national archéologique d'Athènes
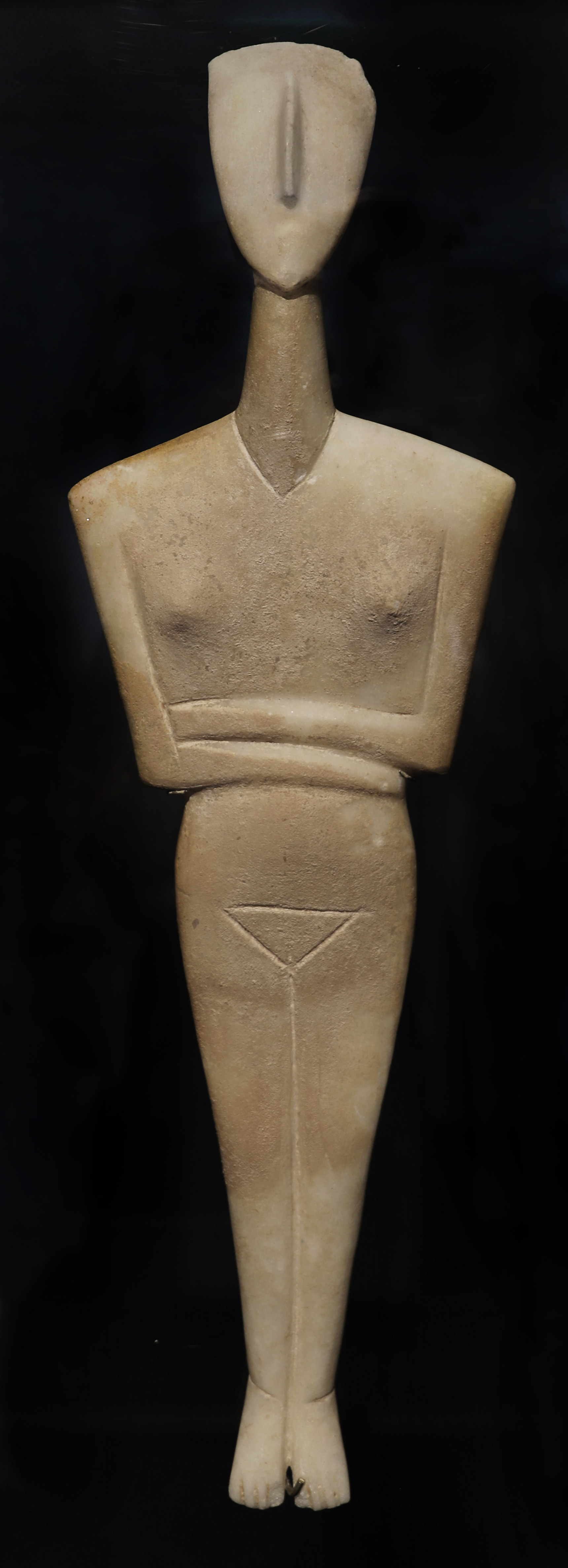
Type de Dokathismata

Le type schématique se distingue du précédent par une forme de quadrilatère avec une ébauche de tête.
Cette période a aussi produit de grandes sculptures atteignant 1,5 m et une série de figures tridimensionnelles (musiciens notamment).

### Cycladique ancien III (culture de Phylakopi I)

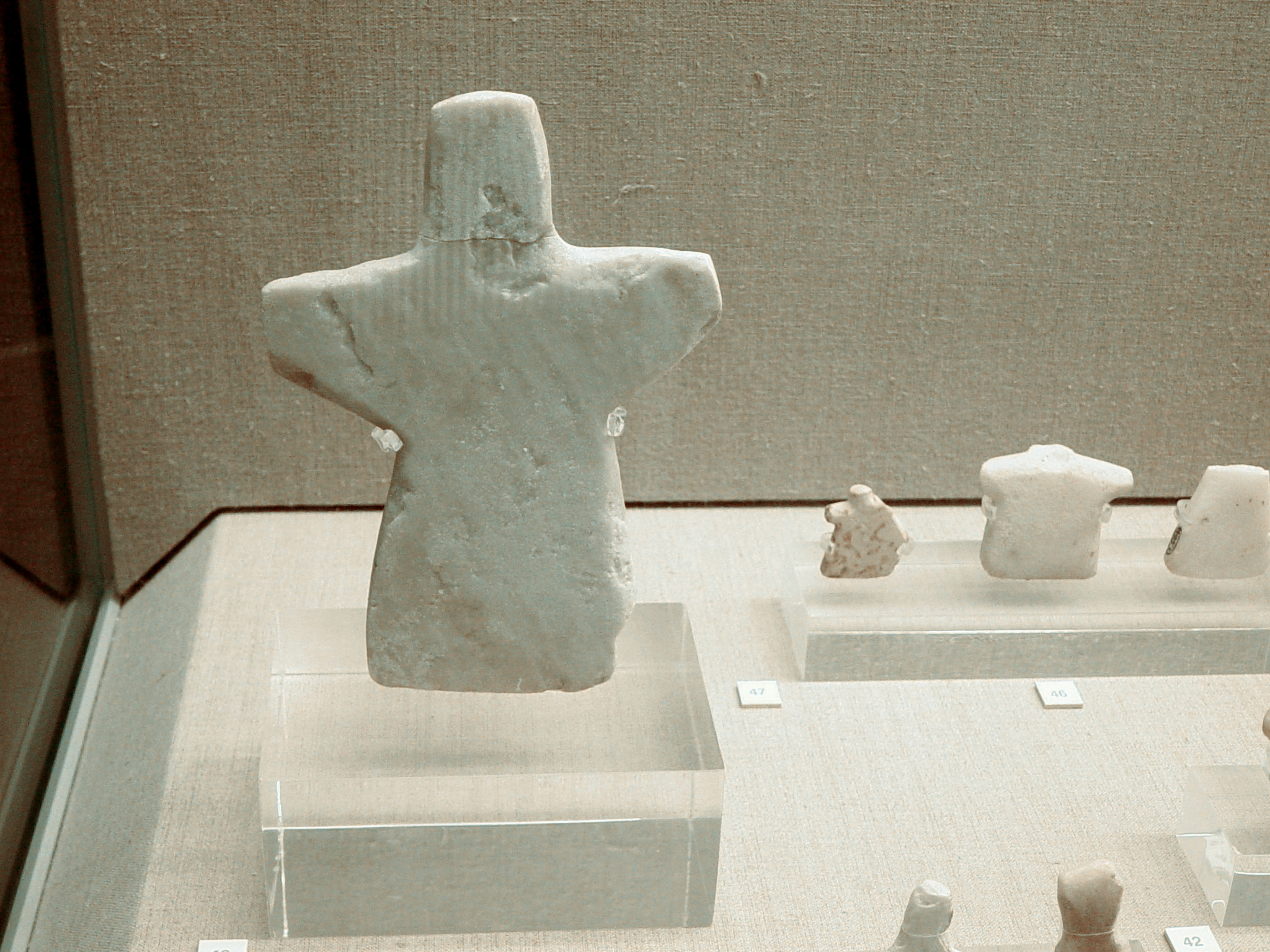
Statuette trouvée à Akrotiri